# Benno Runnebaum
Benno Runnebaum (* 1933 in Rüschendorf (Damme)) ist ein deutscher Gynäkologe, Geburtshelfer und Reproduktionsmediziner.

## Leben und Wirken
Benno Runnebaum wurde in Rüschendorf, einem Ortsteil von Damme in Niedersachsen, geboren. Er absolvierte sein Studium der Medizin an den Universitäten Münster, Bonn und Köln. In Köln wurde er 1962 mit dem Prädikat summa cum laude promoviert. Danach war er ein Jahr an der University of Utah in Salt Lake City tätig, wo er sich wissenschaftlich mit Steroidhormonen befasste. Nach seiner Rückkehr aus den USA war er ab 1964 an der Universitätsfrauenklinik der Ruprecht-Karls-Universität Heidelberg als Arzt und Wissenschaftler tätig. Hier schloss er 1969 unter Josef Zander seine Weiterbildung zum Facharzt ab und habilitierte sich mit einer Arbeit mit dem Titel „Identifizierung und quantitative Bestimmung von Progesteron, 20a-Dihydroprogesteron im menschlichen Uterusmuskel während der Schwangerschaft“. 1970 folgte Runnebaum seinem Lehrer Zander nach München an die Frauenklinik an der Maistraße an der Ludwig-Maximilians-Universität München. Er wurde dort zum Oberarzt und Privatdozenten ernannt. Bereits 1971 wechselte er wieder an die Universität Heidelberg und wurde Leiter der Abteilung für gynäkologische Endokrinologie. 1973 wurde er zum Professor und 1975 zum Ärztlichen Direktor der Abteilung für Gynäkologische Endokrinologie und Fertilitätsstörungen ernannt. Er leitete die Abteilung bis zu Emeritierung 1998. Seitdem betreibt er eine Privatpraxis in Heidelberg.
Mit seiner Frau Hedwig und seinem Sohn Ingo B. Runnebaum gründete er 2008 die Stiftung Runnebaum, die sich der gezielten und individuellen Förderung begabter Akademikerinnen in den Bereichen Medizin und Naturwissenschaften zur Verbesserung der Chancengleichheit in Deutschland widmet.

## Schriften (Auswahl)
Benno Runnebaum publizierte mehr als 450 wissenschaftliche Originalarbeiten. Er hat insgesamt zwölf Bücher herausgegeben und 87 Buchbeiträge verfasst.
- Benno Runnebaum: Identifizierung und quantitative Bestimmungen von Progesteron, 20 _1hnα-Hydroxy-Pregn-4-EN-3-ON, 20 β-Hydroxy-Pregn-4-EN-3-ON und 17 _1hnα-Hydroxy-Progesteron im Plasma von menschlichem Placentablut. Dissertation, Universität zu Köln 1962
- Benno Runnebaum: Identifizierung und quantitative Bestimmung von Progesteron, 20a-Dihydroprogesteron im menschlichen Uterusmuskel während der Schwangerschaft. Habilitation, Ruprecht-Karls-Universität Heidelberg 1969
- Thomas Rabe, Benno Runnebaum: Kontrazeption: Methoden, Indikation, Kontraindikation. Springer Verlag, 1982, ISBN 3-540-11132-8
- Benno Runnebaum (Hrsg.): Secretion and action of gonadotropins: physiology and clinic. Springer Verlag, 1984, ISBN 3-540-13854-4
- Benno Runnebaum, Thomas Rabe (Hrsg.): Gynäkologische Endokrinologie: Grundlagen, Physiologie, Pathologie, Prophylaxe, Diagnostik, Therapie. Springer Verlag, 1987, ISBN 3-540-17055-3
- Benno Runnebaum (Hrsg.): Female contraception: update and trends. Springer Verlag, 1988, ISBN 3-540-19396-0
- Thomas Rabe, Benno Runnebaum (Hrsg.): Fertility control – update and trends. Springer Verlag, 1998, ISBN 3-540-64763-5

## Ehrungen
- Bundesverdienstkreuz am Bande
- Ernst-Laqueur-Medaille
- Carl-Kaufmann-Medaille
- Ehrendoktor der Semmelweis-Universität Budapest (Ungarn)
- Ehrendoktor der Medizinischen und Pharmazeutischen Universität Iuliu Hațieganu in Cluj-Napoca (Rumänien)